# Sudan Airways
Sudan Airways (arabisch الخطوط الجوية السودانية al-Chuṭūṭ al-dschauwiyya as-Sūdāniyya) ist die nationale Fluggesellschaft des Sudans mit Sitz in Khartum und Basis auf dem Flughafen Khartum. Sie ist Mitglied der Arab Air Carriers Organization.

## Geschichte

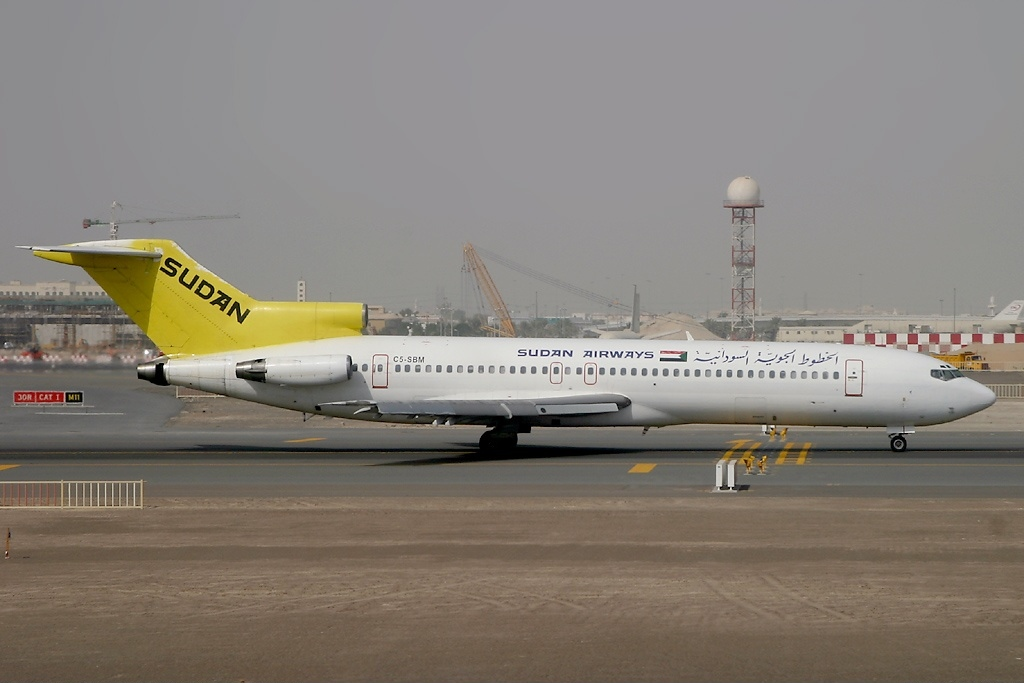
Boeing 727-200 der Sudan Airways

Sudan Airways wurde 1947 von der Eisenbahngesellschaft Sudan Railways gegründet, um Landesteile zu bedienen, in die keine Eisenbahnverbindung bestand. Die Flotte bestand anfangs aus vier De Havilland DH.104 Dove. 1952 beschaffte die Fluggesellschaft ihre erste Douglas DC-3 und erweiterte sich auf sieben Flugzeuge. Diese wurden im Verkehr nach Aden, Asmara, Beirut, Kairo und Dschidda eingesetzt. 1959 wurden mit der Vickers Viscount Flugziele in Europa angeflogen. Im Jahr 1962 lösten zwei De Havilland DH.106 Comet die Viscount ab und 1967 Fokker F-27 die DC-3. Nach und nach wurde die Flotte modernisiert durch Boeing 707, Boeing 737, Airbus A310 und Fokker 50.
Der bis 2005 dauernde Sezessionskrieg im Südsudan belastete die Gesellschaft schwer. Nicht mehr alle Landesteile konnten bedient werden. Erschwerend hinzu kam das Embargo der UNO gegen das Land, aufgrund dessen die Routen nach Europa eingestellt werden mussten.
Im Juni 2007 reduzierte die sudanesische Regierung ihren Anteil am Unternehmen auf 30 Prozent. Mehrheitseigner ist nun die kuwaitische Investmentgruppe Aref mit 49 Prozent. Weitere 21 Prozent gehören dem privaten sudanesischen Unternehmen al-Fiha. Am 21. Juni 2008 hob die Sudan Civil Aviation Authority (CAA) die Betriebserlaubnis von Sudan Airways, das Air Operator Certificate, für einen Monat auf.
Sudan Airways befindet sich, wie alle sudanesischen Fluggesellschaften, auf der Liste der Betriebsuntersagungen für den Luftraum der Europäischen Union.

## Flotte

### Aktuelle Flotte
Mit Stand Mai 2023 besteht die Flotte der Sudan Airways aus zwei Flugzeugen mit einem Durchschnittsalter von 22,1 Jahren:

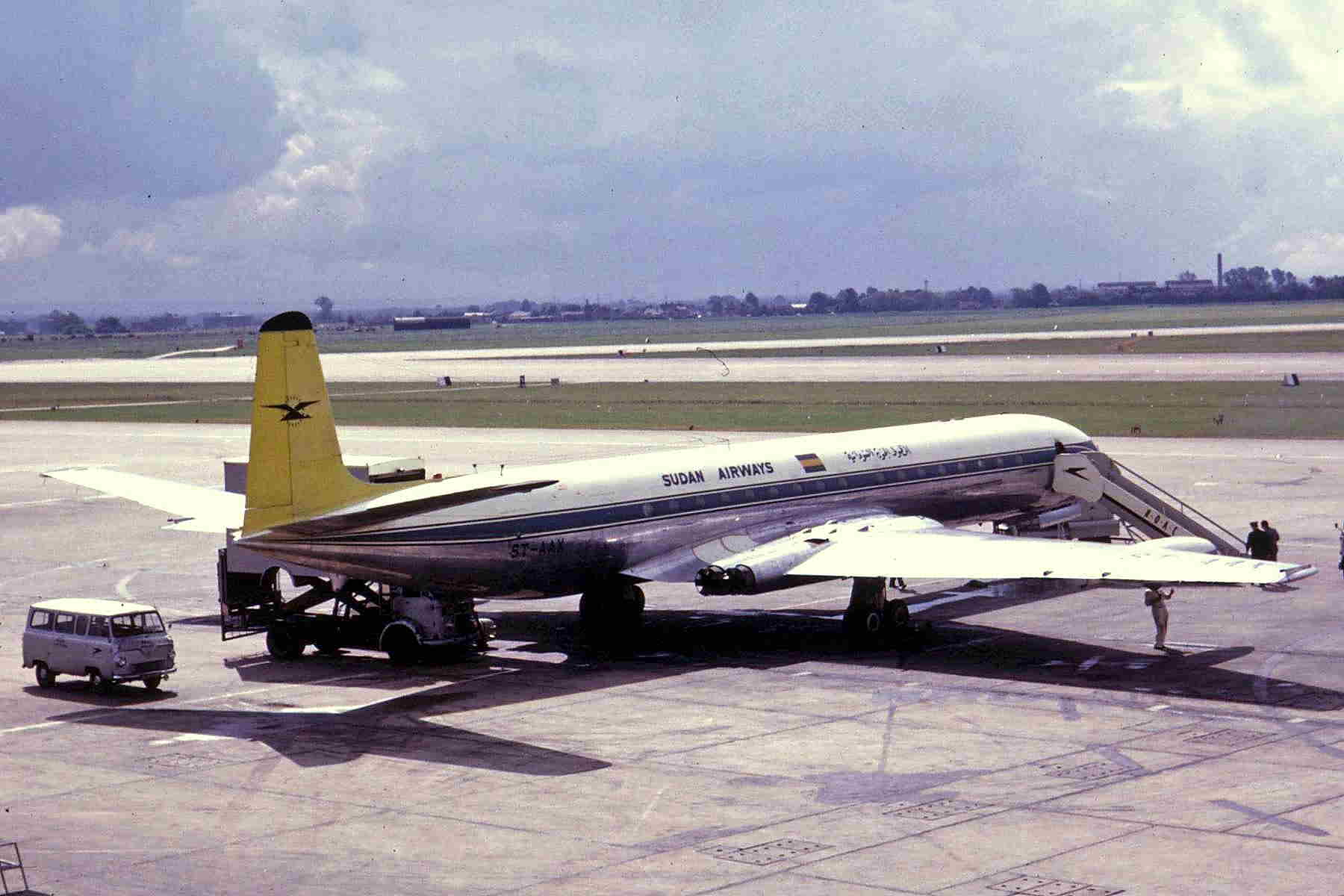
De Havilland Comet 4C der Sudan Airways

| Flugzeugtyp     | aktiv | bestellt | Anmerkungen                    |
| --------------- | ----- | -------- | ------------------------------ |
| Airbus A320-200 | 1     |          | einer betrieben durch East Air |
| Boeing 737-300  | 1     |          |                                |
| Gesamt          | 2     | –        |                                |

### Ehemalige Flugzeugtypen

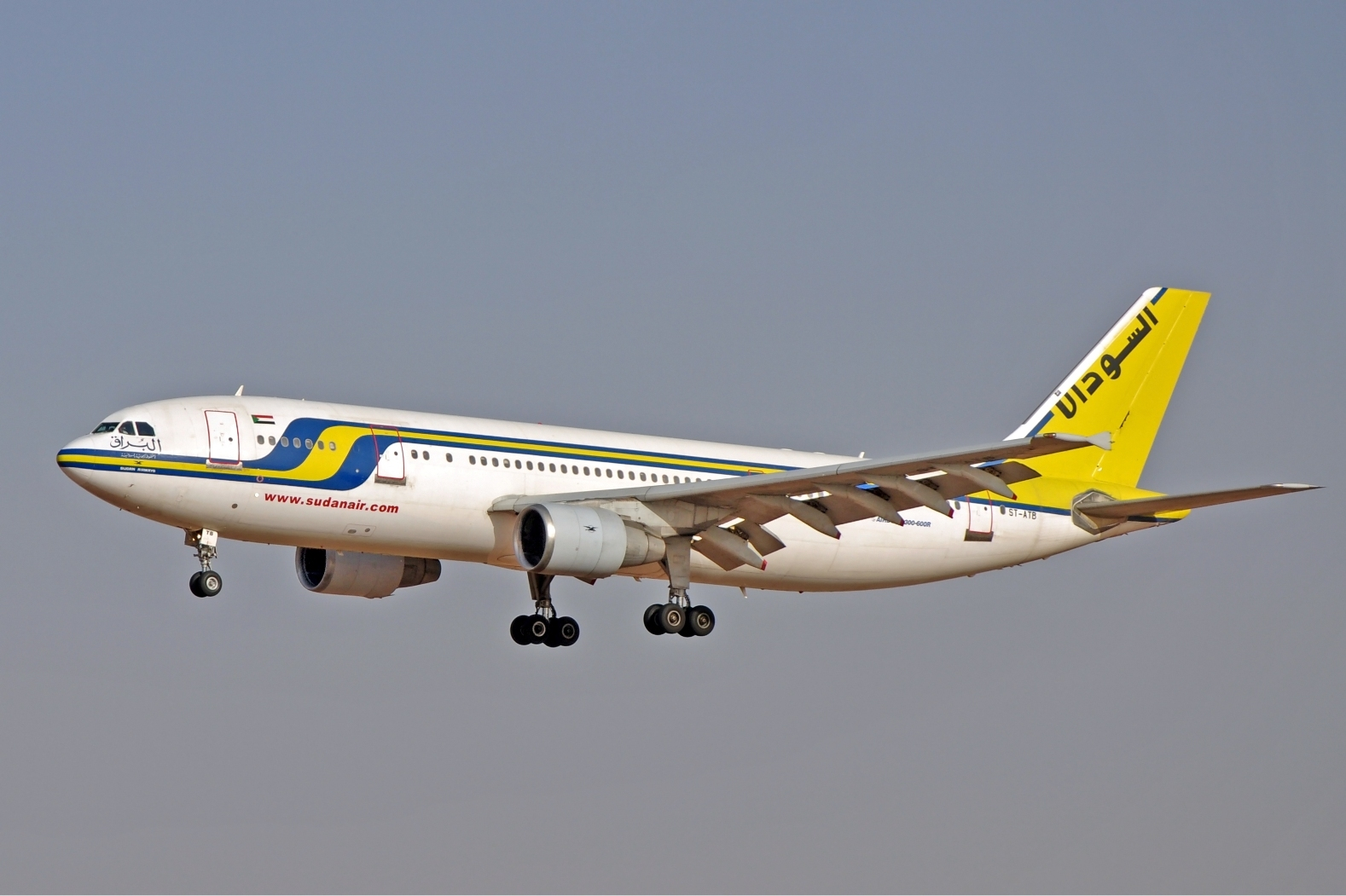
Airbus A300-600 der Sudan Airways

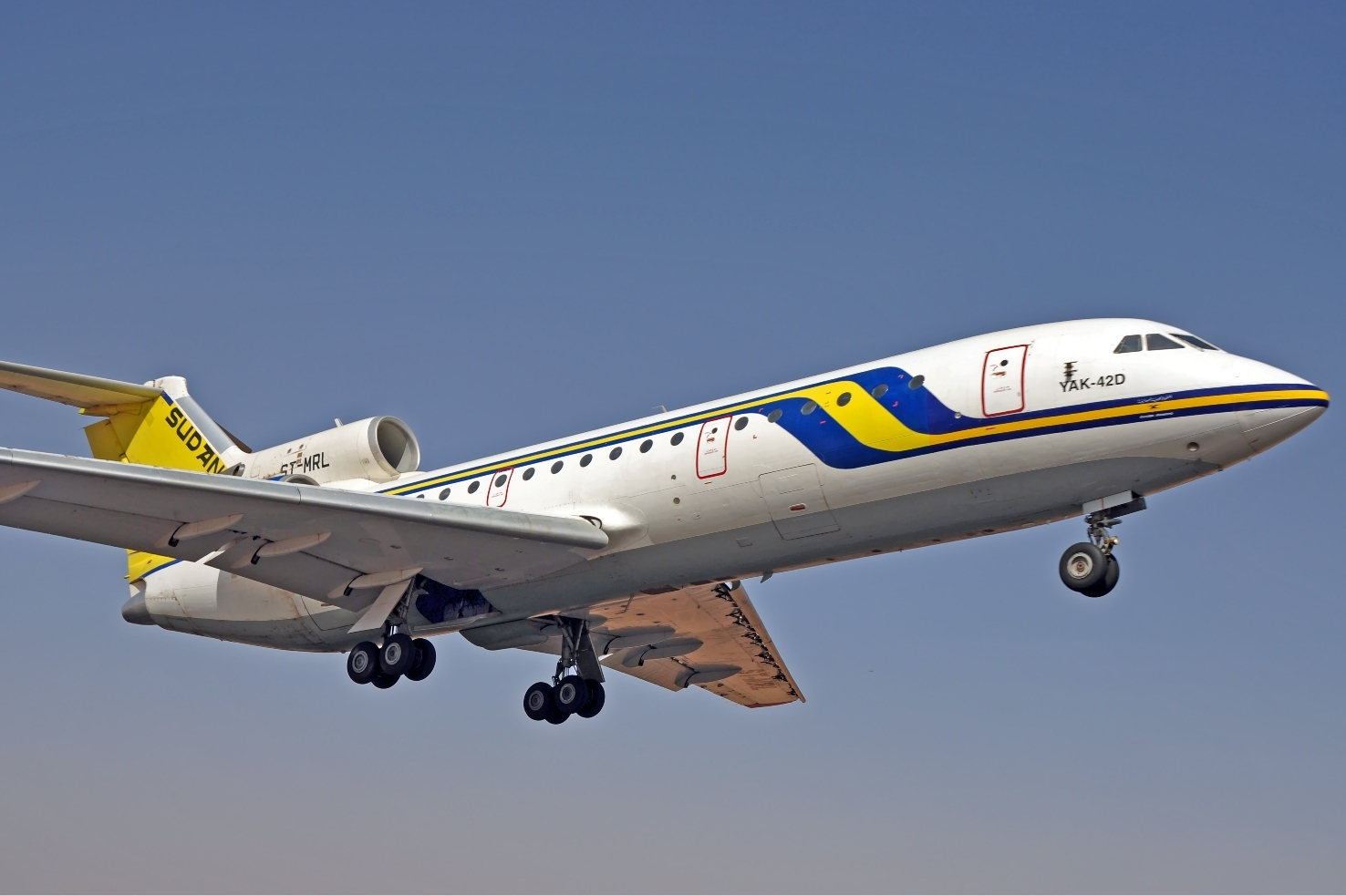
Jak-42 der Sudan Airways

Zuvor betrieb Sudan Airways auch folgende Flugzeugtypen:
- Airbus A300-600
- Airbus A310-200
- Airbus A320
- Antonow An-24
- Antonow An-74
- Boeing 707-120B
- Boeing 707-300
- Boeing 720
- Boeing 727-200
- Boeing 737-200
- Boeing 737-300
- Boeing 737-400
- Boeing 737-500
- Boeing 757-200
- De Havilland DH.104 Dove
- De Havilland Comet 4C
- de Havilland Canada DHC-6 Twin Otter
- Douglas DC-3/C-47
- Douglas DC-8-30
- Douglas DC-8-61
- McDonnell Douglas DC-9-83
- Fokker F27 Friendship (F-27-200, -400, -500, -600)
- Fokker 50
- Iljuschin Il-18
- Jakowlew Jak-42
- Lockheed TriStar L-1011-1
- Lockheed TriStar L-1011-500
- McDonnell Douglas DC-10
- Vickers Viscount 800

## Zwischenfälle

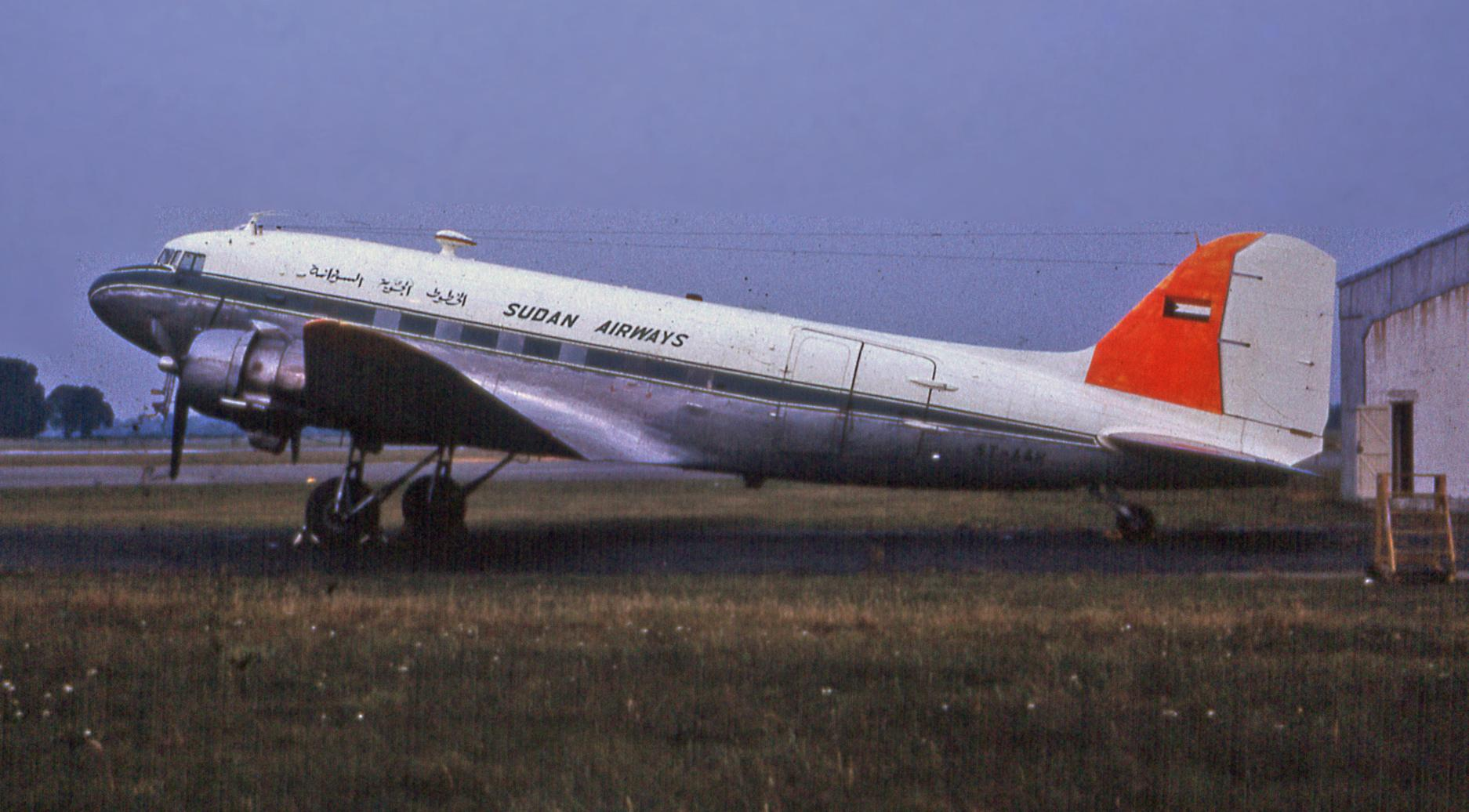
Die am 21. Februar 1967 bei Khartum verunglückte Douglas DC-3 ST-AAM

Sudan Airways hatte von 1967 bis 2016 fünfzehn Totalverluste zu verzeichnen, davon sieben mit insgesamt 228 Todesopfern. Auszüge:
- Am 21. Februar 1967 kollidierte eine Douglas DC-3/C-47B-DK (Luftfahrzeugkennzeichen ST-AAM) auf einem lokalen Trainingsflug am Flughafen Khartum während eines simulierten Triebwerksausfalls mit einem Haus und krachte in eine Friedhofsmauer. Einer der beiden an Bord befindlichen Piloten kam dabei ums Leben.[7]

- Am 6. Dezember 1971 konnten die Piloten einer Fokker F27-200 Friendship (ST-AAY) auf dem Flug von Khartum keinerlei Funkfeuer empfangen und daher den Flughafen Malakal (heute Südsudan) nicht finden. Als die Triebwerke aufgrund von Treibstoffmangel ausfielen, kam es zur Bruchlandung in Bäumen bei Kapoeta, 560 km südsüdöstlich des Zielflughafens. Von den 42 Insassen kamen 10 ums Leben, darunter der kanadische Kapitän.[8]

- Am 18. März 1975 stürzte die de Havilland Canada DHC-6-100 Twin Otter ST-ADB bei Singa im Dinder-Nationalpark ab. Ein Passagier überlebte, die anderen fünf Insassen wurden getötet. Die Maschine wurde zerstört.[9]

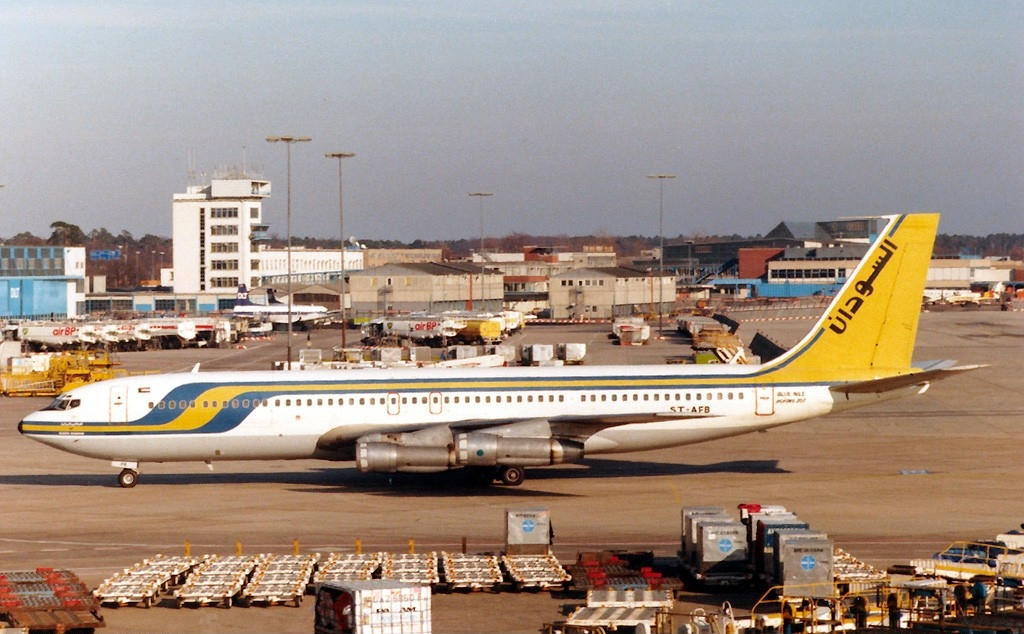
Eine zur am 10. September 1982 verunglückten Boeing 707 baugleiche Maschine

- Am 10. September 1982 landete eine Boeing 707 (ST-AIM) beim Anflug auf Khartum im Fluss Nil, etwa fünf Kilometer vor der Landebahn. Die Maschine kam auf einem Positionierungsflug vom Flughafen Dschidda (bis 1982). Alle elf Insassen überlebten die ungeplante Wasserung; das Flugzeug wurde jedoch zum Totalschaden.[10]

- Am 16. August 1986 wurde über der südsudanesischen Stadt Malakal eine Fokker F27-400M Friendship (ST-ADY) von Rebellen der SPLA abgeschossen. Alle 60 Insassen, 3 Besatzungsmitglieder und 57 Passagiere, wurden getötet.[11]

- Am 24. März 1992 flog eine Boeing 707-321C der sudanesischen Golden Star Air Cargo (ST-SAC), die im Auftrag der Sudan Airways betrieben wurde, im Landeanflug auf den Flughafen Athen-Ellinikon gegen einen Hügel, wobei alle 7 Personen an Bord starben. Der Pilot war von der vorgeschriebenen Flugroute abgekommen; die Besatzung hatte sich zu spät für die Durchführung eines Fehlanflugs entschieden (siehe auch Sudan-Airways-Flug 1165).[12]

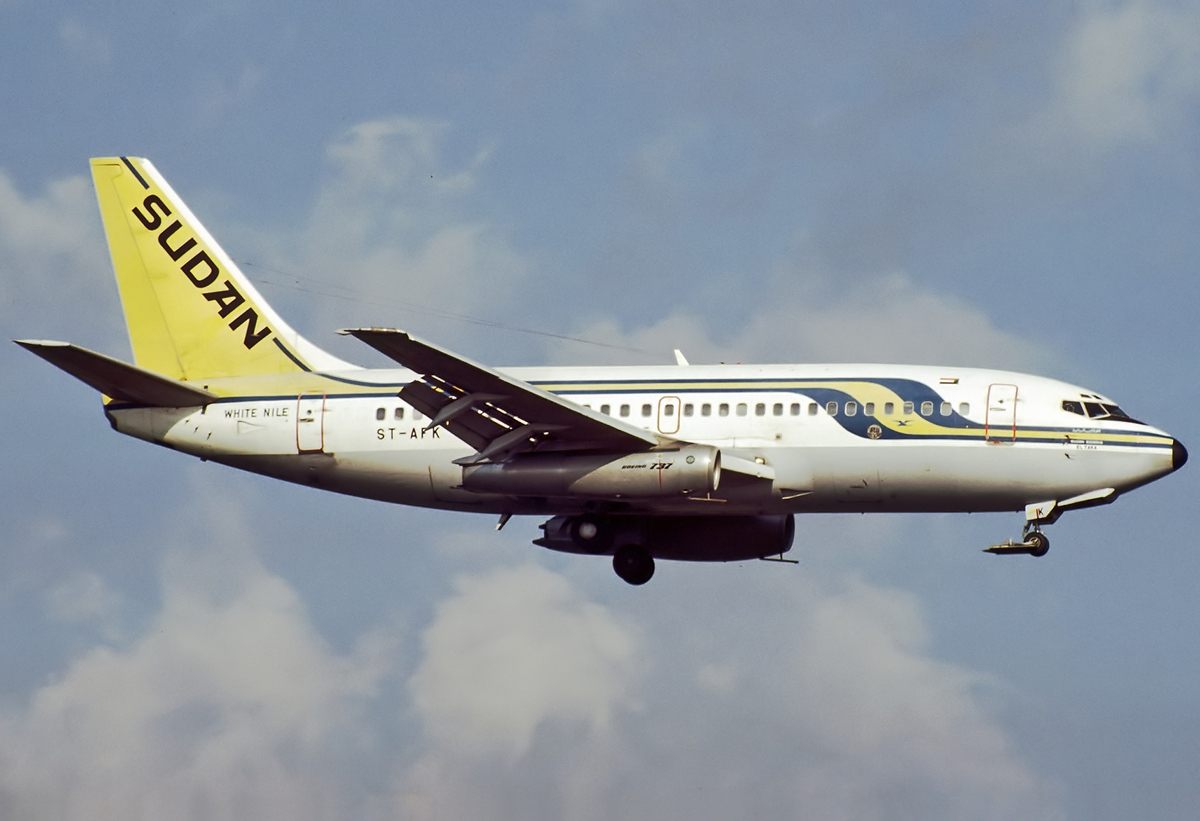
Die am 8. Juli 2003 bei Port Sudan verunglückte Boeing 737-200 ST-AFK

- Am 8. Juli 2003 kehrte eine Boeing 737-200 (ST-AFK) nach dem Start vom Flughafen Port Sudan wegen eines Triebwerksausfalls zurück. Da die Landebahn beim Anflug aufgrund von aufgewirbeltem Sand nicht gesehen werden konnte, wurde durchgestartet. Dabei kam es zum Kontrollverlust, die Maschine schlug etwa 5 Kilometer östlich des Flughafens auf und zerbrach. Nur ein Kind überlebte; 116 Personen starben (siehe auch Sudan-Airways-Flug 139).[13]

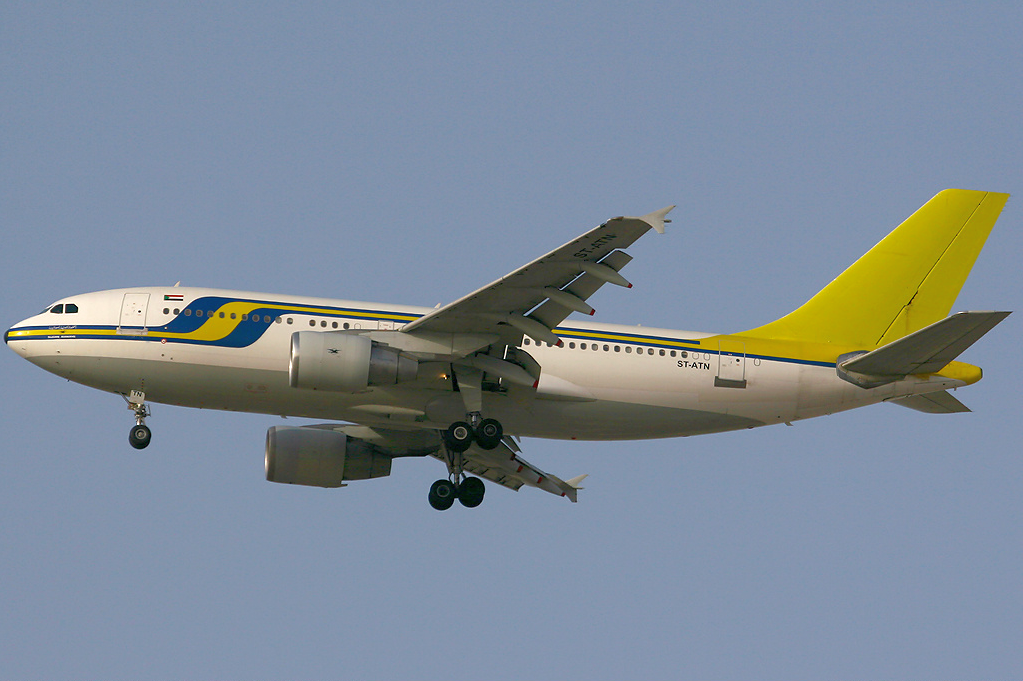
Die am 10. Juni 2008 auf dem Flughafen Khartum verunglückte Airbus A310 ST-ATN

- Am 10. Juni 2008 überrollte ein Airbus A310-324 (ST-ATN) mit 203 Passagieren und 11 Besatzungsmitgliedern an Bord bei der Landung auf dem Flughafen Khartum das Landebahnende um gut 200 m. Die Maschine wurde beschädigt und geriet auf der rechten Seite in Brand. Die Piloten hatten vom Tower eine falsche Windinformation erhalten und flogen in Wirklichkeit mit knapp 30 km/h Rückenwind an. Außerdem war schon seit einiger Zeit die Umkehrschub-Vorrichtung eines Triebwerks defekt. Schließlich fand kein schneller, angemessener oder geordneter Löscheinsatz der Flughafenfeuerwehr statt, da zum einen akuter Personalmangel herrschte und zum anderen die Löschfahrzeuge über keinerlei Funkverbindung verfügten. Das Feuer erfasste dann auch den Rumpfbereich, wobei die Maschine vollständig ausbrannte. Die Zahl der Todesopfer lag bei 30 Personen; 184 Menschen konnten dem Brand entkommen (siehe auch Sudan-Airways-Flug 109).[14]